# Фернандес, Аугусто
Аугу́сто Мати́ас Ферна́ндес (англ. Augusto Matías Fernández; род. 10 апреля 1986[…], Пергамино, Буэнос-Айрес) — аргентинский футболист, игравший на позиции полузащитника. Выступал в сборной Аргентины.

## Карьера
Фернандес начал свою карьеру с выступления за «Ривер Плейт» в 2006 году, впервые выйдя на замену в победном для его команды матче против «Тиро Федераль». С клубом под руководством Диего Симеоне он выиграл Клаусуру-2008, сыграв в 15 из 19 матчей чемпионата.
28 августа 2009 года, после того, как аргентинец Гонсало Берхессио перешёл в «Сент-Этьен», полузащитник по его примеру присоединился к французскому клубу на правах аренды. 9 июля 2010 года клуб аргентинской Примеры «Велес Сарсфилд» выкупил игрока за полтора миллиона долларов, заключив с ним договор на три года. В своем первом чемпионате за новый клуб Фернандес сыграл 12 матчей, а команда стала второй.
В следующем сезоне «Велес Сарсфилд» выиграл Клаусуру, а футболист, в своё время, провел на поле 17 игр и забил 4 мяча. В розыгрыше Кубка Либертадорес, где команда добралась до полуфинала, игрок принял участие в 10 матчах и также отметился 4 голами. Таким образом, за 57 дней он забил больше мячей, нежели за всю свою предыдущую карьеру.
9 августа 2012 года Фернандес подписал четырёхлетнее соглашение с клубом испанской Ла-лиги «Сельтой». В составе «Сельты» он сразу начал выступать в стартовом составе.
1 января 2016 года стал футболистом «Атлетико Мадрид», воссоединившись с Диего Симеоне. Срок действия соглашения Фернандеса был рассчитан на 3,5 года. Месяц спустя в матче против «Барселоны» травмировал левое колено и пропустил около трёх недель. 25 сентября в матче против «Депортиво» получил разрыв передней крестообразной связки правого колена, пропустил весь сезон и не смог вернуться на прежний уровень. 31 января 2018 года был продан в китайский «Бэйцзин Жэньхэ».

## Личная жизнь
У Аугусто и Джессики Алмада трое детей: сын Бенхамин (2011) и две дочери Амбар (2013) и Зои (19.10.2014).